# The Jew's Christmas
The Jew's Christmas er en amerikansk stumfilm fra 1913 af Phillips Smalley og Lois Weber.

## Medvirkende
- Phillips Smalley som Isaac.
- Lois Weber som Leah.
- Lule Warrenton som Rachel.
- Ella Hall som Eleanor.